# Barberton (Ohio)
Barberton è una città degli Stati Uniti d'America, situata nello Stato dell'Ohio, nella contea di Summit. La località si trova adiacente a Akron.